# Citroën GQ

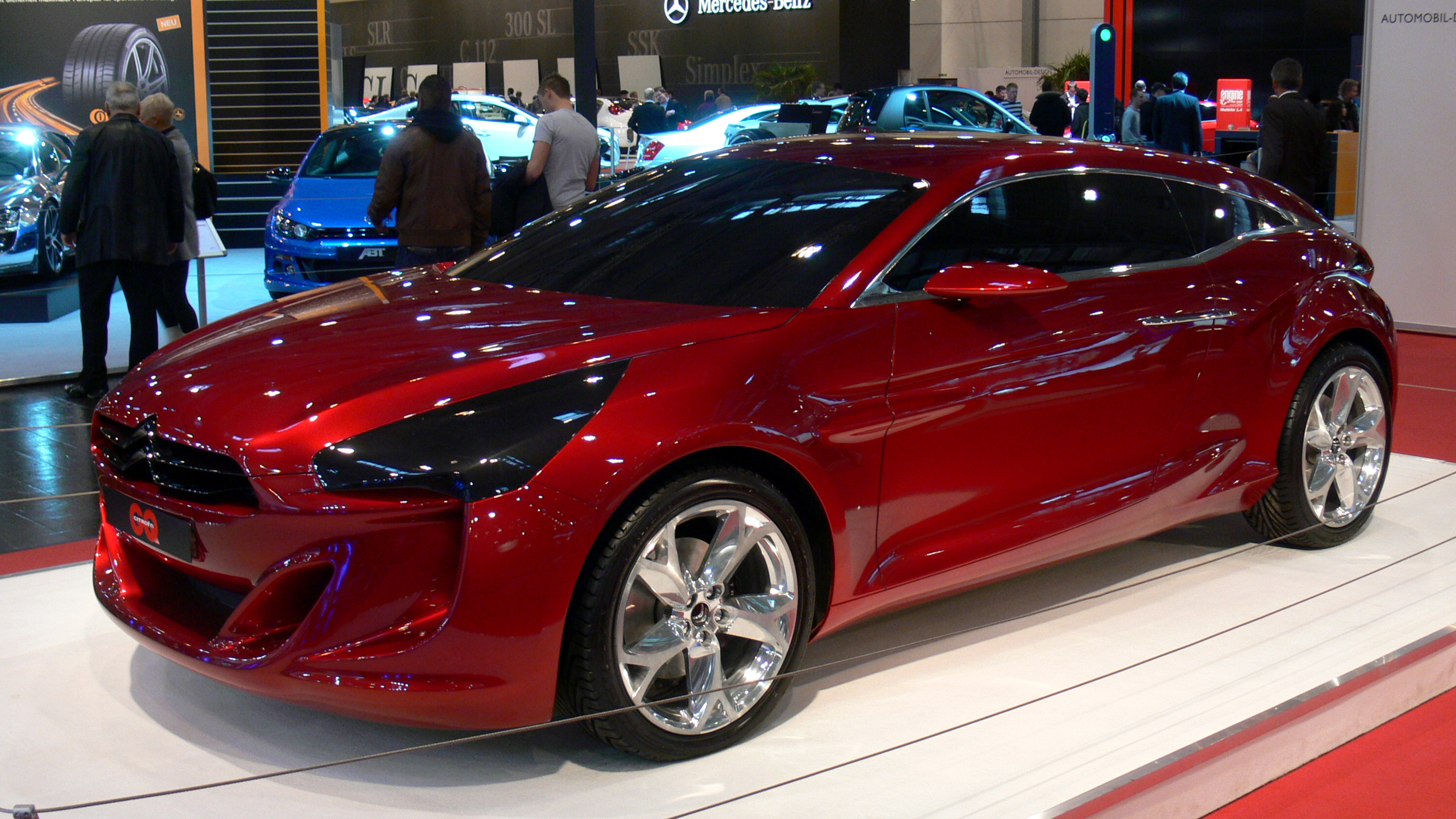
Citroën GQ auf der Essen Motor Show 2010

Der Citroën GQ ist ein Konzeptfahrzeug, das 2010 auf Initiative des Chefredakteurs des britischen Männermagazins Gentlemen’s Quarterly entstand. Eine Serienfertigung ist nicht vorgesehen.
Das flache Coupé ist ein Hybridfahrzeug, das von einem Vierzylinder-1,6 Liter-Verbrennungsmotor und einem Elektromotor angetrieben wird. Es beschleunigt in weniger als fünf Sekunden von 0 auf 100 km/h. Die Höchstgeschwindigkeit ist bei 250 km/h abgeregelt. Die CO2-Emission liegt bei 80 g/km.
Der Wagen wurde auf dem Genfer Auto-Salon 2010 vorgestellt. In Deutschland war er auf der Essener Motor Show zu sehen.